# Alex Dowsett
Alex Dowsett, né le 3 octobre 1988 à Maldon, est un coureur cycliste anglais, professionnel de 2010 à 2022. Il est détenteur du record de l'heure de mai à juin 2015, en ayant parcouru 52,937 km au vélodrome de Manchester. Il a remporté la médaille d'or du contre-la-montre aux championnats d'Europe espoirs 2010, et le championnat de Grande-Bretagne du contre-la-montre à cinq reprises. Il a également remporté deux étapes sur le Tour d'Italie en 2013 et 2020.

## Biographie

### Jeunesse et carrière amateur
Alex Dowsett commence le cyclisme à l'âge de 13 ans, après que son père l'a emmené voir une course cycliste.
Pendant la saison 2004-2005, il intègre le programme de British Cycling appelé Olympic Talent Team, destiné aux coureurs de 14 à 17 ans. Il accède ensuite au Olympic Development Programme, pour coureurs de catégorie junior (16 à 18 ans), en 2006, puis au Olympic Academy Programme, pour coureurs de moins de 23 ans, en 2007.
Après une saison 2009 qui le voit devenir champion de Grande-Bretagne contre-la-montre espoirs et prendre la septième place du championnat du monde dans cette spécialité, il signe dans l'équipe américaine Trek Livestrong U23. Il réalise une bonne saison 2010 au rang espoirs où il devient champion d'Europe du contre-la-montre espoirs et remporte la médaille d'argent du contre-la-montre aux Jeux du Commonwealth. Après avoir porté le maillot jaune de leader du Tour de l'Avenir lors de la 3e étape, il fait partie des favoris du championnat du monde contre-la-montre espoirs fin septembre à Geelong en Australie mais est victime d'une crevaison à mi-parcours, l'obligeant à finir son épreuve sur un vélo de route traditionnel.

### Carrière professionnelle

#### Chez Sky (2011-2012)

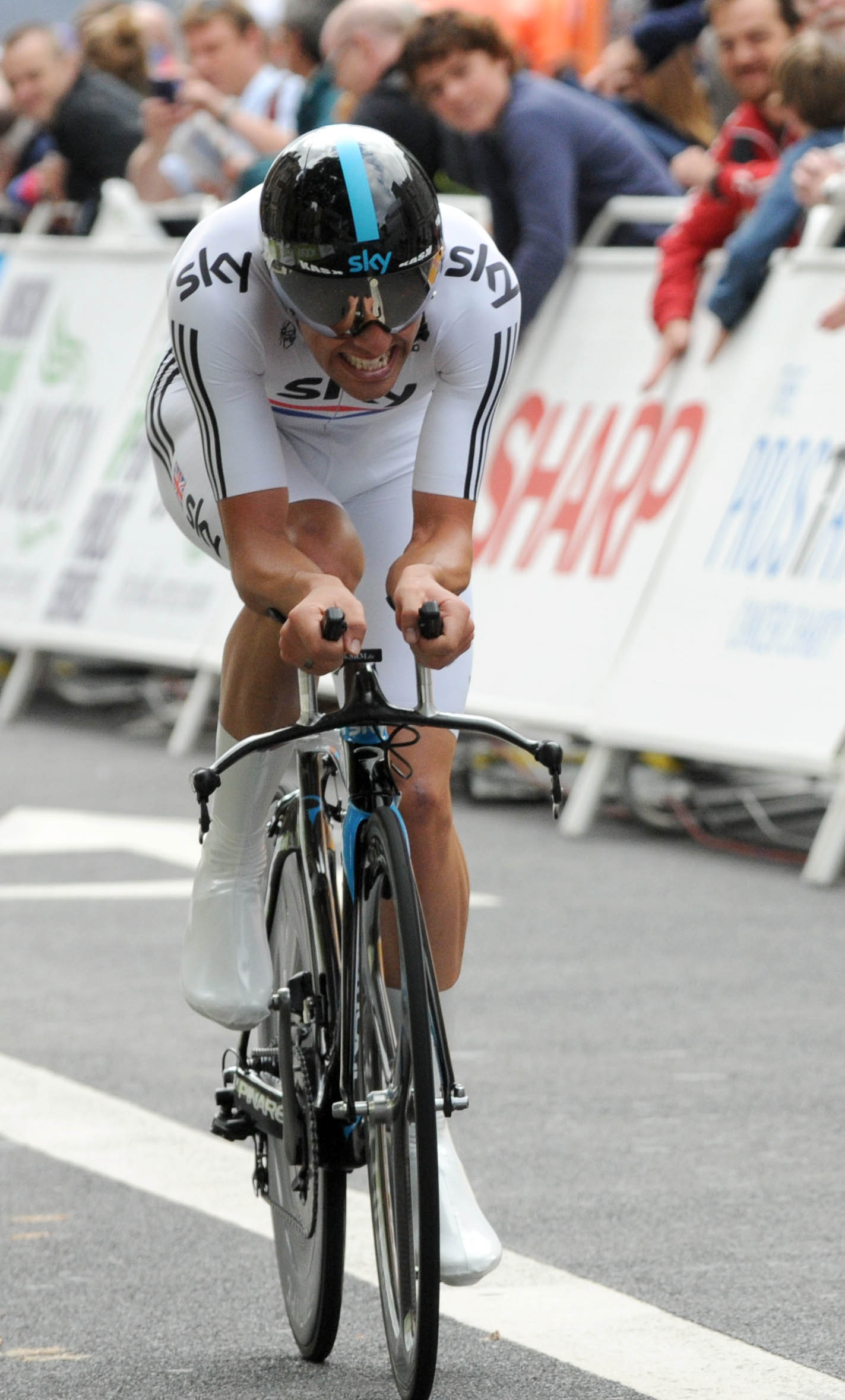
Dowsett au Tour de Grande-Bretagne 2011.

Il signe pour la saison 2011 dans l'équipe britannique Sky. Il commence sa saison en participant au Tour du Qatar et au Tour d'Andalousie. Durant ses premiers mois avec l'équipe, il obtient des places d'honneur lors d'étapes contre-la-montre au Tour de Murcie, au Tour de Castille-et-León, au Ster ZLM Toer, où il est sixième du classement général, au Tour du Danemark, dont il prend la cinquième place finale. Il remporte sa première victoire professionnelle à l'occasion de la 5e étape du Tour du Poitou-Charentes en attaquant le peloton à 5 kilomètres de l'arrivée et en résistant au retour des sprinteurs. Il termine second du classement général de cette épreuve française derrière le Néo-Zélandais Jesse Sergent. Début septembre, il devient champion de Grande-Bretagne contre-la-montre, son premier titre en élite, succédant ainsi à son coéquipier Bradley Wiggins. Il remporte également la 8ea étape du Tour de Grande-Bretagne contre-la-montre. En fin de saison, il est troisième de la première étape du nouveau Tour de Pékin, un contre-la-montre, et du Chrono des Nations-Les Herbiers-Vendée
Lors de la saison 2012, il est deuxième du championnat de Grande-Bretagne sur route, et est de nouveau champion de Grande-Bretagne contre-la-montre, en l'absence d'autre coureur de l'équipe Sky. Aux championnats du monde sur route dans le Limbourg néerlandais, il prend la neuvième place du nouveau contre-la-montre par équipes de marques, avec Sky. Il prend la huitième place du contre-la-montre individuel, puis dispute la course en ligne, au service du leader John Tiernan-Locke, révélation britannique de la saison. Celui-ci prend la 19e place tandis que Dowsett ne termine pas la course.

#### Chez Movistar (2013-2017)

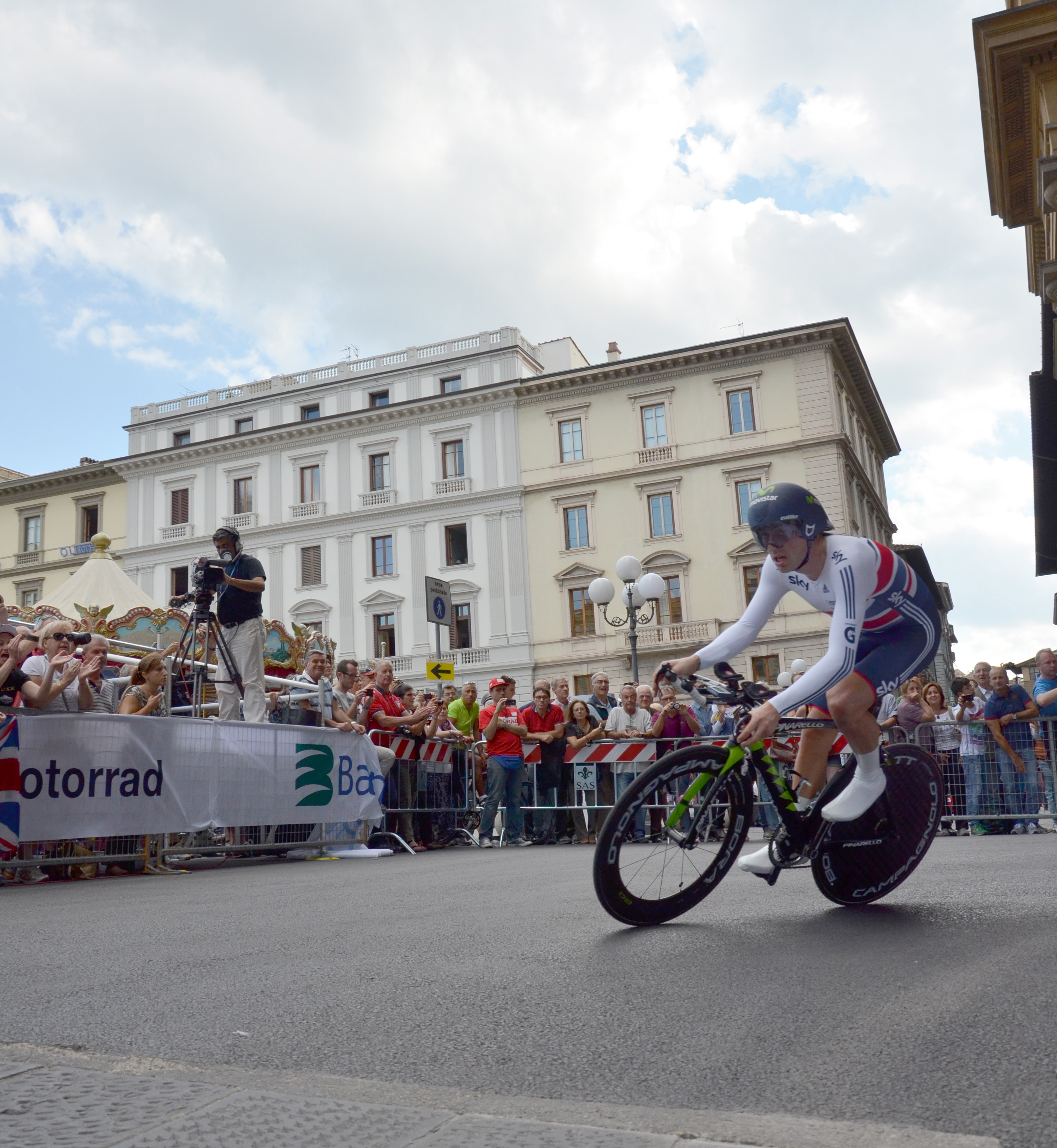
Alex Dowsett lors du championnat du monde du contre-la-montre 2013

Il signe par la saison 2013 dans l'équipe espagnole Movistar. En mai, il participe à son premier grand tour, le Tour d'Italie. Il y gagne la huitième étape, un contre-la-montre de 55 km, devant Bradley Wiggins. Le mois suivant, il est champion de Grande-Bretagne du contre-la-montre pour la troisième fois. Il représente la Grande-Bretagne au contre-la-montre des championnats du monde à Florence. Il en prend la 41e place.
En 2014, il obtient une première victoire en avril, lors du contre-la-montre du Circuit de la Sarthe. En juin, il est troisième du championnat de Grande-Bretagne du contre-la-montre, battu par Bradley Wiggins et Geraint Thomas. En juillet, il participe aux Jeux du Commonwealth, en équipe d'Angleterre. Il y obtient la médaille d'or au contre-la-montre, devançant Rohan Dennis et Geraint Thomas. Septième du Tour du Poitou-Charentes, il est huitième du Tour de Grande-Bretagne deux semaines plus tard, en ayant été leader du classement général pendant une journée. Aux championnats du monde sur route à Ponferrada en Espagne, il est sixième du contre-la-montre par équipes avec ses coéquipiers de Movistar. Initialement présélectionné en équipe de Grande-Bretagne pour le contre-la-montre et la course en ligne de ces championnats, il est finalement retenu pour le contre-la-montre, dont il prend la vingtième place.
Début 2015, il se fracture la clavicule droite alors qu'il s'entraine pour sa tentative de record de l'heure. Cette fracture est traitée chirurgicalement. Initialement prévue le 27 février 2015, il décide de reporter sa tentative du record de l'heure. Il bat finalement le record le 2 mai 2015 à Manchester en tenant une distance de 52,937 km. Fait rare dans une course nécessitant une telle endurance, il réalise un "negative split", signifiant qu'il est allé plus vite durant la deuxième partie de course que durant la première. Son record est battu le mois suivant par Bradley Wiggins, qui parcourt 54,526 km. Dowsett est sélectionné pour la course en ligne des championnats du monde de Richmond.
Attendu sur le Tour d'Italie 2016, Dowsett renonce à participer à cette épreuve en raison d'une intervention chirurgicale anticipée pour lui ôter le matériel installé sur sa clavicule droite en janvier 2015.

#### Chez Katusha-Alpecin (2018-2019)
Au mois d'août 2017 il fait le choix de quitter la formation espagnole Movistar et s'engage avec l'équipe Katusha-Alpecin pour la saison 2018.
Au premier semestre 2018, il termine troisième du championnat de Grande-Bretagne du contre-la-montre. Sélectionné pour représenter son pays aux championnats d'Europe de cyclisme sur route, il se classe cinquième de l'épreuve contre-la-montre.
Au début de l'été 2019, il s'adjuge un nouveau titre de champion de Grande-Bretagne du contre-la-montre. Fin juillet, il est présélectionné pour représenter son pays aux championnats d'Europe de cyclisme sur route. À cette occasion, il se classe  cinquième du contre-la-montre individuel. Il est également cinquième du championnat du monde de cette spécialité au mois de septembre.

#### Fin de carrière avec Israel (2020-2022)
En 2020, il rejoint la formation Israel Start-Up Nation. Au mois d'août, il se classe quatrième du championnat d'Europe du contre-la-montre à Plouay dans le Morbihan, mais abandonne lors de la course en ligne. En octobre, il remporte en solitaire la huitième étape du Tour d'Italie, après avoir distancé ses compagnons d'échappée à 20 kilomètres de l'arrivée. Il s'agit du premier succès en World Tour et sur un grand tour pour l'équipe Israel Start-Up Nation. En novembre, il annonce qu'il souhaite s'attaquer à nouveau au record de l'heure le 12 décembre au vélodrome de Manchester, un record qu'il a brièvement détenu en mai 2015. Positif au COVID-19, il doit cependant reporter sa tentative.
Il abandonne au cours de la douzième étape du Tour d'Italie 2021, atteint de maux d'estomac.
En août 2022, il annonce qu'il arrête sa carrière professionnelle à la fin de la saison. En fin d'année 2023, il sort son autobiographie : « Bloody Minded: My Life in Cycling », où il raconte en 320 pages sa vie sportive à une époque où le cyclisme britannique était au sommet.

## Vie privée

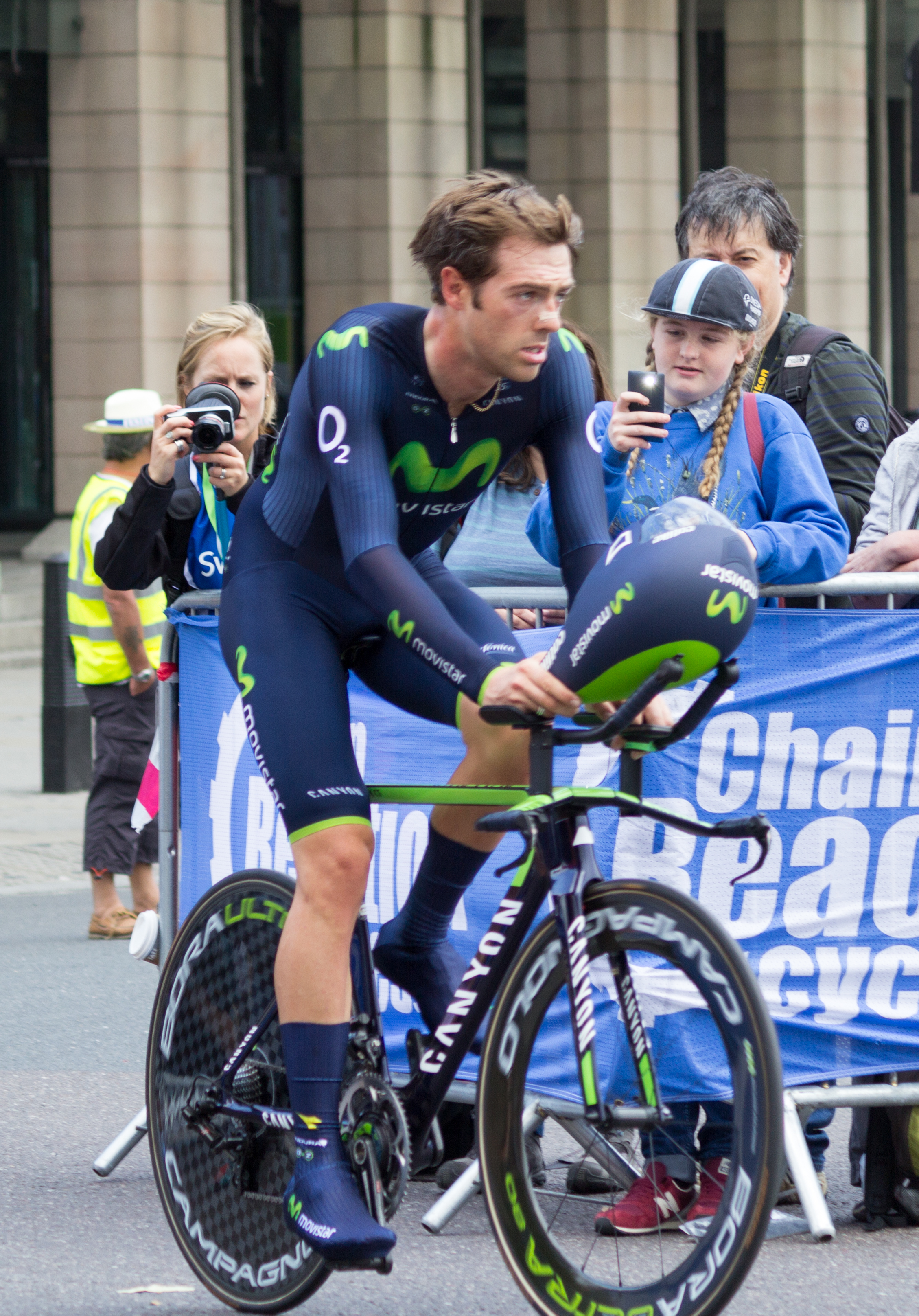
Dowsett lors du Tour de Grande-Bretagne 2014.

Dowsett souffre d'hémophilie et porte un collier, détaillant ses besoins médicaux, lorsqu'il est sur son vélo,. En juillet 2013, il explique que cette condition médicale est un facteur clé dans son choix du cyclisme comme sport dans sa jeunesse, car les sports de contact tels que le football et le rugby étaient considérés comme trop risqués. 
Il est l'un des rares sportifs de haut niveau atteint de cette maladie. En conséquence, il bénéficie d'une exemption spéciale par rapport à la politique sans aiguilles mise en place par l'Union cycliste internationale en 2011,  pour s'injecter le facteur VIII (une protéine de coagulation) toutes les 48 heures. 
Il a lancé la fondation caritative Little Bleeders pour sensibiliser à l'hémophilie et pour encourager et soutenir les jeunes hémophiles à s'engager dans le sport. Il a également sa propre chaîne YouTube , où il documente sa vie de cycliste professionnel.

## Palmarès sur route et classements mondiaux

### Palmarès
- 2005
  -  Champion de Grande-Bretagne du contre-la-montre juniors
  - Tour du Pays de Galles juniors :
    - Classement général
    - 5e étape
- 2006
  -  Champion de Grande-Bretagne du contre-la-montre juniors
  - Prologue de la Ster van Zuid-Limburg
  - 2eb étape du Tour du Pays de Vaud (contre-la-montre)
  - 3e et 5e étapes du Tour du Pays de Galles juniors
  - 3e du Tour du Pays de Galles juniors
- 2007
  - Perfs Pedal Race
  - 2e de l'Eddie Soens Memorial
- 2008
  -  Champion de Grande-Bretagne du contre-la-montre espoirs
- 2009
  -  Champion de Grande-Bretagne du contre-la-montre espoirs
  - Richmond Grand Prix
  - 7e du championnat du monde du contre-la-montre espoirs
- 2010
  -  Champion d'Europe du contre-la-montre espoirs
  - 5e étape de la Cascade Classic
  - Chrono des Nations-Les Herbiers-Vendée espoirs
  -  Médaillé d'argent du contre-la-montre aux Jeux du Commonwealth
- 2011
  -  Champion de Grande-Bretagne du contre-la-montre
  - 5e étape du Tour du Poitou-Charentes
  - 8ea étape du Tour de Grande-Bretagne (contre-la-montre)
  - 2e du Tour du Poitou-Charentes
  - 3e du Chrono des Nations
- 2012
  -  Champion de Grande-Bretagne du contre-la-montre
  - 2e du championnat de Grande-Bretagne sur route
  - 2e du Duo normand (avec Luke Rowe)
  - 8e du championnat du monde du contre-la-montre
  - 9e du championnat du monde du contre-la-montre par équipes
- 2013
  -  Champion de Grande-Bretagne du contre-la-montre
  - 8e étape du Tour d'Italie (contre-la-montre)
- 2014
  -  Médaillé d'or du contre-la-montre aux Jeux du Commonwealth
  - 2eb étape du Circuit de la Sarthe
  - 3e du championnat de Grande-Bretagne du contre-la-montre
- 2015
  -  Champion de Grande-Bretagne du contre-la-montre
  - Tour de Bavière :
    - Classement général
    - 4e étape (contre-la-montre)

  -  Médaillé de bronze au championnat du monde du contre-la-montre par équipes
- 2016
  -  Champion de Grande-Bretagne du contre-la-montre
  - 7e étape du Tour de Pologne (contre-la-montre)
- 2017
  - 3e étape du Circuit de la Sarthe (contre-la-montre)
  - 2e du championnat de Grande-Bretagne du contre-la-montre
- 2018
  - 3e du championnat de Grande-Bretagne du contre-la-montre
  - 5e du championnat d'Europe du contre-la-montre
- 2019
  -  Champion de Grande-Bretagne du contre-la-montre
  - 5e du championnat d'Europe du contre-la-montre
  - 5e du championnat du monde du contre-la-montre
- 2020
  - 8e étape du Tour d'Italie
  - 4e du championnat d'Europe du contre-la-montre
  - 9e du championnat du monde du contre-la-montre
- 2021
  - 1re étape (b) de la Semaine internationale Coppi et Bartali (contre-la-montre par équipes)

### Résultats sur les grands tours

#### Tour de France
2 participations
- 2015 : abandon (12e étape)
- 2019 : 151e

#### Tour d'Italie
5 participations
- 2013 : 148e, vainqueur de la 8e étape (contre-la-montre)
- 2018 : 120e
- 2020 : 120e, vainqueur de la 8e étape
- 2021 : abandon (12e étape)
- 2022 : 134e

### Classements mondiaux
| Année                                 | 2007 | 2008 | 2009  | 2010 | 2011 | 2012 | 2013 | 2014 | 2015 | 2016 | 2017 | 2018 | 2019 | 2020 | 2021 | 2022  |
| ------------------------------------- | ---- | ---- | ----- | ---- | ---- | ---- | ---- | ---- | ---- | ---- | ---- | ---- | ---- | ---- | ---- | ----- |
| UCI World Tour                        |      |      |       |      | 204e | nc   | 136e | nc   | nc   | 174e | 295e | 336e |      |      |      |       |
| Classement mondial                    |      |      |       |      |      |      |      |      |      | 615e | 683e | 877e | 305e | 192e | 958e | 2217e |
| UCI Europe Tour                       | 967e | 680e | 1116e | 508e |      |      |      |      |      | 907e | 836e | 730e | 250e | 159e | 719e | 1395e |
| UCI Asia Tour                         | nc   | nc   | nc    | nc   |      |      |      |      |      | 223e | 201e | nc   |      |      |      |       |
| UCI America Tour                      | nc   | nc   | nc    | 350e |      |      |      |      |      | nc   | nc   | nc   |      |      |      |       |
|                                       |      |      |       |      |      |      |      |      |      |      |      |      |      |      |      |       |
| Légende : nc = non classéSource : UCI |      |      |       |      |      |      |      |      |      |      |      |      |      |      |      |       |

## Palmarès sur piste

### Championnats du monde
- Juniors 2006
  -  Médaillé de bronze de la poursuite par équipes juniors (avec Jonathan Bellis, Steven Burke et Peter Kennaugh)

### Championnats de Grande-Bretagne
| - 2005 - 2e de la poursuite par équipes - 2006 - 3e de la poursuite par équipes - 2008 - 3e de l'américaine - 2009 - 2e du scratch - 3e de l'américaine | - 2011 - 3e de l'américaine - 2012 - 2e de l'américaine - 2014 - 2e de l'américaine |

## Bibioliographie
- « Bloody Minded: My Life in Cycling », autobiographie sortie en 2023